# Arábiai hantmadár
Az arábiai hantmadár (Oenanthe lugentoides) a madarak osztályának verébalakúak (Passeriformes) rendjébe és a légykapófélék (Muscicapidae) családjába tartozó faj.

## Rendszerezése
A fajt Henry Seebohm angol amatőr ornitológus írta le 1881-ben, a Saxicola nembe Saxicola lugentoides néven.

## Alfajai
- Oenanthe lugentoides lugentoides (Seebohm, 1881) - Szaúd-Arábia délnyugati része és Nyugat-Jemen
- Oenanthe lugentoides boscaweni (Bates, 1937) - Jemen északnyugati része és Omán déli része [2]

## Előfordulása
A Közel-Keleten, Jemen, Omán és Szaúd-Arábia területén honos.

## Megjelenése
Testhossza 14–16 centiméter, testtömege 19–25 gramm.